# Necydalis concolor
Necydalis concolor là một loài bọ cánh cứng trong họ Cerambycidae.